# Adolfo Muíños Sánchez

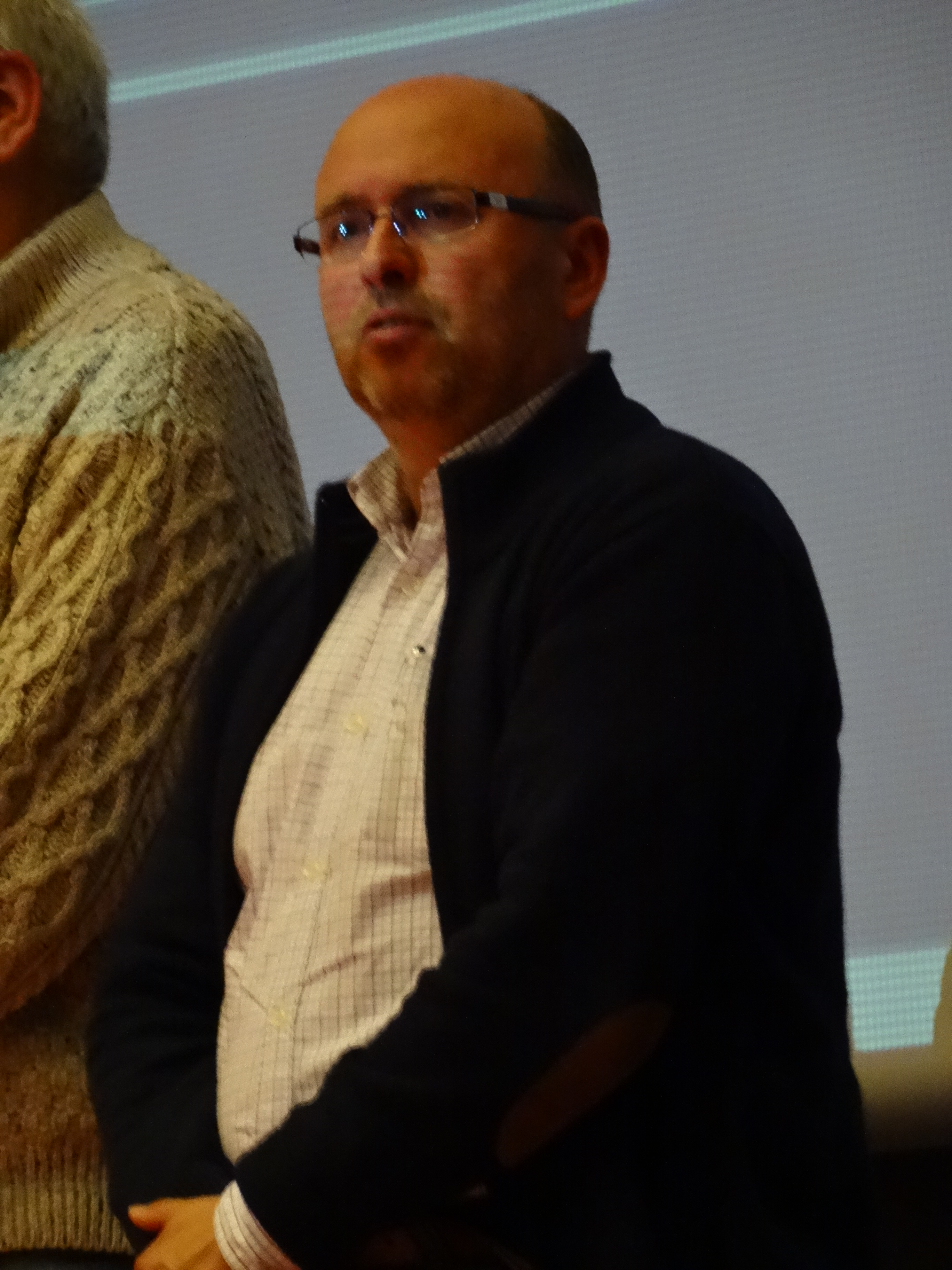
Adolfo Muíños Sánchez

Adolfo Muíños Sánchez, nacido en Santiago de Compostela en 1966, es un político español del BNG.

## Trayectoria
Licenciado en Pedagogía y diplomado en Magisterio por la Universidad de Santiago de Compostela. Desde 1995 fue educador del municipio de Santiago de Compostela y después director de Actividades de Tempo Libre. Es miembro activo de diferentes colectivos culturales como la asociación cultural Barbantia y la asociación de música y baile tradicional Vai de Roda de Rianjo.
Militante del BNG es alcalde de Rianjo desde el 11 de junio de 2011. En su primera legislatura gobernó en coalición con el PSdeG-PSOE, haciéndolo en minoría y como fuerza más votada tras las los comicios de mayo de 2015, aunque contó con el respaldo de los socialistas en la investidura, si bien posteriormente estos últimos decidieron no formar parte del ejecutivo.
| Predecesor: Pedro Piñeiro Hermida | Alcalde de Rianjo 2011- | Sucesor: en el cargo |

- Datos: Q8189598